# Eliška Zöllnerová
Eliška Zöllnerová (rozená Erszébet Cinege, 31. července 1822 Alsótők v Sedmihradsku – 25. července 1911 Častolovice) byla česká divadelní herečka, tanečnice, režisérka, podnikatelka a divadelní ředitelka maďarského původu, významná postava rozvoje českého divadla a divadla v Čechách obecně. Po smrti svého manžela Filipa Zöllnera roku 1863 převzala vedení Herecké společnosti Filipa Zöllnera, a osobně jej vedla v podstatě až do své smrti. Soubor byl od dob zdejšího působení Josefa Kajenána Tyla jedním z prvních profesionálních souborů, které začaly uvádět divadelní představení v češtině.

## Život

### Mládí
Narodila se v malé vesnici Alsótők v Sedmihradsku, uherské části Rakouského císařství (dnešní Rumunsko), posléze se stala tanečnicí a přijala angažmá v jednom z budapešťských divadel. Zde v 50. letech 19. století pracoval původem německý režisér Johann Friedrich Zöllner, který sem přivedl svého syna Filipa, herce a režiséra rodinné kočovné společnosti. Následně se mezi ní a o 39 let starším Filipem Zöllnerem rozvinul, pro Zöllnera mimomanželský, vztah. Následně Cinege angažoval ve své společnosti založené roku 1851 a hrající v té době především na území Čech a Moravy.

### Zöllnerova herecká společnost

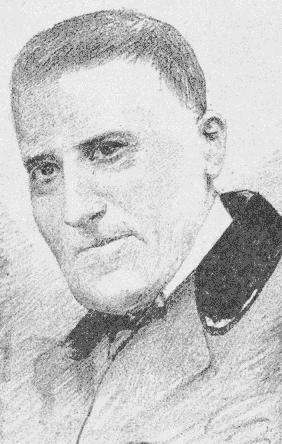
Manžel Filip Zöllner (kresba J. R. Vilímka)

Soubor tvořil především zázemí pro česky hrající divadelní společnost dramatika Josefa Kajetána Tyla a Josefa Štandery, Tyl vykonával funkci uměleckého vedoucího, Štandera zajišťoval technické a finanční vedení souboru. Členy hereckého souboru byli kromě Zöllnera a Cinege, Tyla a Štandery (v epizodních rolích) například Magdalena Forchheimová, František Krumlovský, Anna Forchheimová-Rajská , E. Rott, Josef Karel Chramosta, Josef Emil Kramuele, Antonín Mušek, František Josef Čížek, František Pokorný, později V. Svoboda, jako velmi mladý v zde působil též F. F. Šamberk, pozdější úspěšný dramatik.
Soubor začal jako jeden z prvních nabízet profesionální představení v češtině a slavil velké komerční úspěchy. Výjimečně hrál představení také v němčině. Společnost zde odehrála řadu repríz inscenací dramat, především českých autorů: od dramaturga společnosti Tyla, dále Václava Klimenta Klicpery, Jana Nepomuka Štěpánka, F. B. Mikovce, Rodericha Benedixe, ale též například Friedricha Schillera. Vyjížděl na až dvouměsíční turné, především ve východních, středních a jižních Čechách. V letech 1853 až 1856 hostoval postupně v Hradci Králové, Kutné Hoře, Mladé Boleslavi, Pardubicích, Čáslavi, Jičíně, Turnově, Hořicích, Chrudimi, Litomyšli, Mnichově Hradišti, Německém Brodě, Jindřichově Hradci, Českých Budějovicích, Třeboni, Vodňanech, Strakonicích, Příbrami a v Měšťanském divadle v Plzni.
Během plzeňského hostování zde zemřel 11. července 1856 Josef Kajetán Tyl, Zöllner se ujal uměleckého a režijního vedení souboru osobně, ale především z důvodu nedostatečné znalosti češtiny byl za výsledky své práce kritizován. Roku 1861, po smrti Zöllnerovy první ženy Josefy, se s Eliškou Cinege ve Vídni oženil. Koncem roku 1862 působila společnost opět v Plzni, kde vyplňovala prostor pro česká představení střídaná německými v místním Měšťanském divadle. V únoru 1863 zde Filip Zöllner zemřel a byl pohřben na místním Mikulášském hřbitově, vedle hrobu J. K. Tyla.

### Společnost Elišky Zöllnerové
Eliška Zöllnerová následně převzala vedení souboru, přejmenovaného na Herecké společnost Elišky Zöllnerové, který zdědila. Na jeviště se již nevrátila a řídila soubor administrativně. Hned v počátku se divadlo ocitlo na pokraji zániku vinou prusko-rakouské války roku 1866. Synové Filip a František se nadále věnovali profesionálnímu divadlu a pomáhali matce s vedením souboru. Souborem následně prošla celá řada známých divadelních herců jako Eduard Vojan, Václav Vydra, Jindřich Mošna, Josef Frankovský, Karel Želenský nebo Otýlie Sklenářová-Malá. S přibývajícími léty si neúnavná a energická divadelní ředitelka vysloužila v divadelních kruzích přezdívku babička Zöllnerová.
Soubor fakticky vedla až do své smrti. Se svými dětmi se Zöllnerová od roku 1880 usadila v Přerově, jednom z center vlasteneckého života na Moravě. Se souborem přechodně nadále kočovala. Poslední léta života trávila v Žamberku a Častolovicích, kde jako hoteliér působil nejmladší syn Karel.

### Úmrtí
Eliška Zöllnerová zemřela 25. července 1911 v Častolovicích následkem mozkové mrtvice ve věku 88 let a byla zde také pohřbena.

### Rodinný život
Byla dlouhodobou partnerkou Filipa Zöllnera, se kterou zplodil nemanželské děti Filipa (1853–1918) a Františka (1858–1940), kteří byli legitimizováni jejich sňatkem ve Vídni roku 1861. Syn Karel (1863–1926) se narodil až po otcově smrti jako pohrobek. Rodinný soubor pokračoval v činnosti i po její smrti a zanikl až s koncem druhé světové války.
Vnučka Eliška (1881–1940), dcera syna Františka Zöllnera, se roku 1901 v Kolíně provdala za herce Herecké společnosti Elišky Zöllnerové Václava Vydru (1876–1953). Na hereckou tradici navázal jejich syn Václav (1902–1979) i vnuk Václav (* 1956).